# 705 TCN
705 TCN là một năm trong lịch La Mã.